# 雅曲乡
雅曲乡，是中华人民共和国西藏自治区那曲市双湖县下辖的一个乡镇级行政单位。

## 行政区划
雅曲乡下辖以下地区：
渡日村、依根索村、雅尼曲隆村和确村。